# عملیات گرسنگی
عملیات گرسنگی (انگلیسی: Operation Starvation) یک عملیات مین گذاری بود که در جنگ جهانی دوم توسط نیروهای هوایی ارتش ایالات متحده انجام شد، که در آن مسیرهای حیاتی آب و بنادر ژاپن از هوا به منظور ایجاد اختلال در حمل و نقل دشمن مین گذاری شد.